# الن بومونت
الن بومونت (انگلیسی: Ellen Beaumont؛ زادهٔ ۱۴ ژوئیهٔ ۱۹۸۵) بازیکن فوتبال اهل استرالیا است.
از باشگاه‌هایی که در آن بازی کرده‌است می‌توان به بریزبن رور اشاره کرد.
وی همچنین در تیم ملی فوتبال زنان استرالیا بازی کرده‌است.